# Enrico Dorigatti
Enrico Dorigatti (* 14. Dezember 1979 in Bozen) ist ein italienischer Eishockeyspieler, der seit 2008 beim HC Bozen in der Serie A1 unter Vertrag steht.

## Karriere
Enrico Dorigatti begann seine Karriere als Eishockeyspieler beim HC Bozen, für den er in der Saison 1997/98 sein Debüt in der Serie A1 gab. In seinem Rookiejahr wurde er auf Anhieb Italienischer Meister. Nachdem er in der Saison 1999/2000 beim HC Valpellice unter Vertrag stand, kehrte der Angreifer nach Bozen zurück. Mit dem Klub gewann er in den folgenden sieben Spielzeiten zwei Mal – in den Jahren 2003 und 2007 – die Coppa Italia, 2004 und 2007 die Supercoppa Italiana sowie 2007 den Messecup.
Im Sommer 2007 wechselte der Linksschütze zum SV Ritten, mit dem er in der Saison 2007/08 Vizemeister wurde. Im Finale unterlag Dorigatti mit seiner Mannschaft ausgerechnet seinem Ex-Club aus Bozen, zu dem er nach der Spielzeit zurückkehrte. Mit den Südtirolern gewann er anschließend 2008 die Supercoppa Italiana sowie 2009 das Double aus Meisterschaft und Pokal.

### International
Für Italien nahm Dorigatti an der B-Weltmeisterschaft 2003 teil, bei der er in fünf Spielen eine Vorlage gab. 

## Erfolge und Auszeichnungen
| - 1998 Italienischer Meister mit dem HC Bozen - 2000 Italienischer Meister mit dem HC Bozen - 2003 Sieger Coppa Italia mit dem HC Bozen - 2004 Sieger Supercoppa Italiana mit dem HC Bozen - 2007 Sieger Coppa Italia mit dem HC Bozen | - 2007 Messe-Cup-Gewinn mit dem HC Bozen - 2008 Italienischer Vizemeister mit dem SV Ritten-Renon - 2008 Sieger Supercoppa Italiana mit dem HC Bozen - 2009 Italienischer Meister mit dem HC Bozen - 2009 Sieger Coppa Italia mit dem HC Bozen |